# Luigi Brugnara

Luigi Brugnara

Luigi Brugnara (Trento, 8 aprile 1845 – Trento, 30 novembre 1909) è stato un avvocato e politico liberale nel periodo dell'amministrazione dell'Austria-Ungheria e sostenitore dell'autonomia trentina.

## Biografia
Fu deputato alla Dieta provinciale di Innsbruck per la città di Trento dal 1889 al 1903. Guidò il gruppo autonomista trentino passando dalla tattica dell'astensionismo a quella dell'ostruzionismo. Nel 1901 ottenne il supporto alle richieste trentine di autonomia da parte dei tedeschi liberali, guidati da Karl Grabmayr, e conservatori, con a capo Theodor von Kathrein.
Il 2 aprile 1900 fu eletto podestà di Trento e ricoprì la carica fino al 18 novembre 1903. In quel periodo istituì l'Ufficio civico per la mediazione del lavoro.